# Rik Van Linden
Henri dit Rik Van Linden est un  coureur cycliste belge, né le 28 juillet 1949 à Wilrijk.

## Biographie
Il a remporté un nombre incroyable de victoires (359) quand il était amateur, allant jusqu'à gagner 73 courses la même année (1968).
Professionnel de 1971 à 1982, il obtient 97 victoires. Il est champion de Belgique sur route juniors en 1968 et champion de Belgique derrière derny en 1978 et 1979. Rik Van Linden a participé à de nombreux Tours et a gagné 4 étapes du Tour de France, 2 étapes du Tour d'Espagne et 9 étapes du Tour d'Italie. Il remporte le classement par points du Tour de France 1975.

## Palmarès sur route

### Palmarès amateur
- Amateur
  - 1965-1971 : 302 victoires
- 1968
  -  Champion de Belgique juniors sur route
  - Sint-Martinusprijs Kontich
- 1969
  - Tour des Flandres amateurs
  - Gand-Wervik
  - Omloop van de Grensstreek
- 1970
  - Champion de la province d'Anvers
  - Hulste-Ingelmunster
  - Gand-Wevelgem amateurs
- 1971
  - Gand-Wevelgem amateurs
  - 4e étape du Tour de Belgique amateurs

### Palmarès professionnel
| - 1971 - Paris-Tours - 2e du Circuit de la vallée de la Senne - 2e du Championnat des Flandres - 3e du Circuit de Larciano - 1972 - Championnat de la province d'Anvers - 5ea étape de Tirreno-Adriatico - 2e étape du Tour de France - 8e de Paris-Tours - 1973 - Prologue, 1re, 4e et 6e étapes du Tour d'Andalousie - 1re, 2e et 4eb étapes du Tour de Sardaigne - 2e, 5e et 6ea étapes de Paris-Nice - Puivelde Koerse - 7e et 17e étapes du Tour d'Italie - Paris-Tours - 2e du Grand Prix Pino Cerami - 3e du Tour d'Andalousie - 3e de Paris-Bruxelles - 4e de Milan-San Remo - 1974 - Classement général du Tour de Sardaigne - 7ea étape de Paris-Nice - 3e et 4e étapes du Tour d'Espagne - Circuit des Monts du Sud-Ouest - 2e du Grand Prix Jef Scherens - 2e du Circuit Escaut-Durme - 3e du Circuit Het Volk - 3e du Grand Prix Pino Cerami - 8e du Tour des Flandres - 8e de Paris-Tours - 10e de Paris-Nice - 1975 - 3ea étape de la Semaine catalane - Milan-Vignola - 5e étape du Tour d'Italie - Tour de France : - Classement par points - 1reb, 19e et 21e étapes - GP Union Dortmund - 2e du Grand Prix Pino Cerami - 3e de Gand-Wevelgem - 3e du Circuit des Ardennes flamandes - Ichtegem - 5e du Tour des Flandres | - 1976 - 5ea étape de Tirreno-Adriatico - Milan-Vignola - Tour de Campanie - 1re étape du Tour des Pouilles - 3e et 15e étapes du Tour d'Italie - 2e de Gand-Wevelgem - 6e de Milan-San Remo - 1977 - 4e étape du Tour de Sardaigne - 4e étape de Tirreno-Adriatico - 2ea étape du Tour d'Italie - Milan-Turin - Circuit de Niel - 2e du Tour de Sardaigne - 2e du Tour du Limbourg - 2e de la Maaslandse Pijl - 4e de Milan-San Remo - 1978 - 5ea étape de Tirreno-Adriatico - 3ea étape du Tour des Pouilles - Milan-Vignola - 1re, 5e et 6e étapes du Tour d'Italie - 5e de Milan-San Remo - 1979 - 3e du Grand Prix Pino Cerami - 1980 - 7ea étape de Paris-Nice - 2e du Grand Prix de Cannes - 3e du Grand Prix E3 - 1981 - Ruddervoorde Koerse - 2e du Circuit de Neeroeteren - 1982 - 3e de Milan-Turin |  |

### Résultats sur les grands tours

#### Tour de France
5 participations
- 1972 : 80e, vainqueur de la 2e étape
- 1975 : 79e, vainqueur du  classement par points et des 1reb, 19e et 21e étapes
- 1977 : hors-délais (17e étape)
- 1979 : abandon (1re étape)
- 1982 : abandon (1re étape)

#### Tour d'Italie
6 participations
- 1973 : 107e, vainqueur des 7e et 17e étapes
- 1975 : non-partant (20e étape), vainqueur de la 5e étape
- 1976 : abandon (18e étape), vainqueur des 3e et 15e étapes
- 1977 : non-partant (9e étape), vainqueur de la 2ea étape
- 1978 : abandon (11eb étape), vainqueur des 1re, 5e et 6e étapes,  maillot rose pendant 2 jours
- 1979 : abandon (16e étape)

#### Tour d'Espagne
2 participations
- 1972 : abandon (4e étape)
- 1974 : abandon, vainqueur des 3e et 4e étapes

## Palmarès sur piste
| - 1969 - 3e du championnat de Belgique d'omnium amateurs - 1970 - Champion de Belgique d'omnium amateurs - 1972 - 2e des Six Jours d'Anvers (avec Patrick Sercu et Alain Van Lancker) - 3e du championnat de Belgique de l'américaine (avec Norbert Seeuws) - 1973 - 2e du championnat de Belgique derrière derny - 3e du championnat d'Europe de course à l'américaine (avec Julien Stevens) - 1974 - 2e du championnat de Belgique de l'américaine (avec Julien Stevens) - 2e des Six Jours d'Anvers (avec René Pijnen) - 1975 - 2e du championnat de Belgique de l'américaine (avec Julien Stevens) | - 1976 - 2e du championnat de Belgique de l'américaine (avec Dirk Baert) - 2e des Six Jours de Milan (avec Felice Gimondi) - 3e du championnat de Belgique d'omnium - 3e du championnat de Belgique derrière derny - 3e des Six Jours d'Anvers (avec Graeme Gilmore) - 1977 - Six jours de Milan (avec Felice Gimondi) - 2e du championnat de Belgique derrière derny - 3e des Six Jours d'Anvers (avec René Pijnen) - 1978 - Champion de Belgique derrière derny - 1979 - Champion de Belgique derrière derny - 2e des Six Jours d'Anvers (avec Patrick Sercu et Roger De Vlaeminck) |